# Camp de Fontevraud
Le camp de Fontevraud est un camp militaire français situé à Fontevraud-l'Abbaye en Maine-et-Loire (région des Pays de la Loire - France).
D'une superficie de 3 250 ha, c'est le camp de manœuvre des écoles militaires de Saumur qui y entraînent leurs différents stagiaires.
Le camp militaire de Fontevraud abrite également le 2e régiment de dragons, spécialisé nucléaire, radiologique, biologique et chimique (NRBC).